# El Perdigón
El Perdigón är en ort i Spanien.   Den ligger i provinsen Provincia de Zamora och regionen Kastilien och Leon, i den centrala delen av landet, 200 km nordväst om huvudstaden Madrid. El Perdigón ligger 732 meter över havet och antalet invånare är 779.
Terrängen runt El Perdigón är platt, och sluttar norrut. Runt El Perdigón är det glesbefolkat, med 13 invånare per kvadratkilometer. Närmaste större samhälle är Zamora, 10,4 km norr om El Perdigón. Trakten runt El Perdigón består till största delen av jordbruksmark.